# Rodolfo d'Asburgo-Lorena
Rodolfo d'Asburgo-Lorena, arciduca d'Austria e principe ereditario della Corona d'Austria, Ungheria e Boemia (Vienna, 21 agosto 1858 – Mayerling, 30 gennaio 1889), era figlio di Francesco Giuseppe I, imperatore d'Austria, Ungheria e Boemia, e di sua moglie Elisabetta.
Destinato a essere l'erede al trono di Francesco Giuseppe, morì suicida insieme con la sua amante, la baronessa Maria Vetsera, nel casino di caccia di Mayerling, nel 1889, in un tragico evento che destò scalpore in tutto il mondo e alimentò voci di cospirazione internazionale.

## Biografia

### Infanzia ed educazione
L'arciduca Rodolfo Francesco Carlo Giuseppe nacque il 21 agosto 1858 nei castelli di Laxenburg, presso Vienna, primo e unico figlio maschio dell'imperatore Francesco Giuseppe e dell'imperatrice Elisabetta. Nell'ottica del padre, che vedeva in lui non solo il suo successore al trono ma un comandante "vecchio stile" per un esercito e un governo conservatore delle antiche tradizioni, Rodolfo venne nominato dalla nascita colonnello e subì un'educazione essenzialmente militare e strategica, impartitagli su istruzioni precise dell'imperatore dal maggiore generale conte Leopold Gondrecourt, che venne nominato per l'appunto suo educatore.
Il bambino, seppur molto piccolo, venne sottoposto a prove di resistenza come il rimanere sotto la pioggia e al freddo per delle ore, oppure venendo svegliato nella notte con colpi di pistola fuori dalla sua porta, oppure abbandonandolo nei boschi di Linz per fargli vivere sensazioni ed esperienze che avrebbero dovuto temprarlo come uomo e aiutarlo a crescere come soldato.
Quando la madre Elisabetta scoprì quale educazione stesse ricevendo suo figlio, fece subito pressione perché questa modalità cambiasse e si desse maggiormente spazio alle inclinazioni naturali dell'arciduca; questi venne pertanto affidato al conte Joseph Latour von Thurmburg, che divenne il suo principale educatore. Sotto l'influenza di uno dei suoi insegnanti in questo periodo, Ferdinand von Hochstetter (destinato a divenire il primo direttore del Naturhistorisches Museum), Rodolfo si appassionò alle scienze naturali, cominciando, assai giovane, una collezione di minerali ingranditasi poi nel tempo. Manifestò invece sempre poco interesse per la letteratura e le lingue straniere, al cui studio si dovette comunque sottoporre per ragion di Stato. Grande appassionato d'arte, si dilettò sempre nel disegno e nella pittura con opere che ancora oggi rimangono, a dimostrare che la sua passione e bravura nel campo erano indiscutibili.
Il Principe ereditario venne allevato insieme alla sorella maggiore Gisella dalla nonna paterna, l'arciduchessa Sofia. Un'altra sorella maggiore, Sofia, morì all'età di due anni prima della nascita di Rodolfo, mentre Maria Valeria nacque dieci anni dopo di lui. Gisella e Rodolfo crebbero quindi insieme e furono molto legati. All'età di sei anni fu separato dalla sorella quando cominciò la sua formazione per diventare un futuro imperatore. Ciò non mutò il loro rapporto, infatti Gisella gli fu vicino fino a quando lasciò Vienna in seguito al suo matrimonio con il principe Leopoldo di Baviera. Si dice che la separazione fra i fratelli sia stata molto commovente.

### Principe "rivoluzionario"

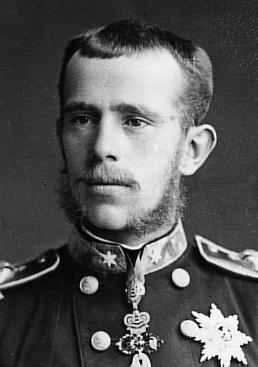
L'arciduca Rodolfo d'Asburgo-Lorena in una fotografia del 1881

In contrasto con il conservatorismo politico del padre e probabilmente ispirato dalla madre, Rodolfo coltivò una visione politica spiccatamente liberale. Egli si dimostrò in più occasioni ostile al patto di ferro che legava Vienna alla Germania di Bismarck, incontrandosi più volentieri coi rappresentanti dei governi inglese e francese. Il suo atteggiamento "rivoluzionario" e le sue frequentazioni con ambienti politici ritenuti sospetti, come quelli del socialismo, fecero sì che la polizia della corte asburgica ne controllasse i movimenti, arrivando addirittura a pedinarlo. Simpatizzante della cultura e della politica indipendentista ben espressa dal cosiddetto "rinascimento ungherese", Rodolfo si impegnò a migliorare le condizioni politiche, sociali ed economiche dell'Ungheria (che era dal 1867 parte costituente dell'impero da quel momento denominato austro-ungarico) come già aveva tentato di fare sua madre, guadagnandosi così la stima dei leader politici magiari che arrivarono a chiedergli di assumere la corona come re d'Ungheria, proposta che Rodolfo rigettò, in quanto sapeva che questo avrebbe portato a un'ulteriore improduttiva divisione all'interno dell'impero, oltre a metterlo in diretto conflitto col padre.
A fronte di quanto detto, non stupisce quindi sapere che Francesco Giuseppe non gli affidò mai importanti mansioni di politica interna proprio perché le sue idee erano assai distanti da quelle del figlio. Tuttavia l'imperatore dovette riconoscere in Rodolfo uno straordinario talento diplomatico e per questo, dopo una certa età, lo inviò in tutta Europa a negoziare e rappresentare la monarchia asburgica. Negli anni in cui fu inviato dal padre imperatore a Praga, non risparmiò aspre critiche al governo del primo ministro austriaco Eduard Taaffe che pubblicò in forma anonima sui giornali viennesi.
Intanto continuò a coltivare la sua passione per l'ornitologia e per la geologia, mantenendo sempre forti legami con l'ateneo viennese e venendo spesso invitato all'inaugurazione di fiere e mostre di tema scientifico come quella del 1883 per l'inaugurazione di un primo sistema di illuminazione pubblica con l'uso dell'elettricità.
Pubblicò un'opera dal titolo Un viaggio in Oriente nell'anno 1881, dato alle stampe a Vienna nel 1885, riguardo al fascino che nutriva per l'Impero ottomano e la cultura orientale e tribale, al punto che nei suoi appartamenti di corte si fece realizzare un caratteristico "salotto turco" per accogliere tutti gli oggetti che aveva riportato da questo viaggio. Per tutta la sua vita si impegnò in un grande progetto pubblicato postumo che consisteva nella realizzazione di una grande enciclopedia dell'Impero austro-ungarico, corredata da immagini e descrizioni che consentissero ai molti popoli che costituivano gli Stati della monarchia asburgica di apprezzare le bellezze culturali e artistiche che si trovavano a dover condividere.

### Matrimonio

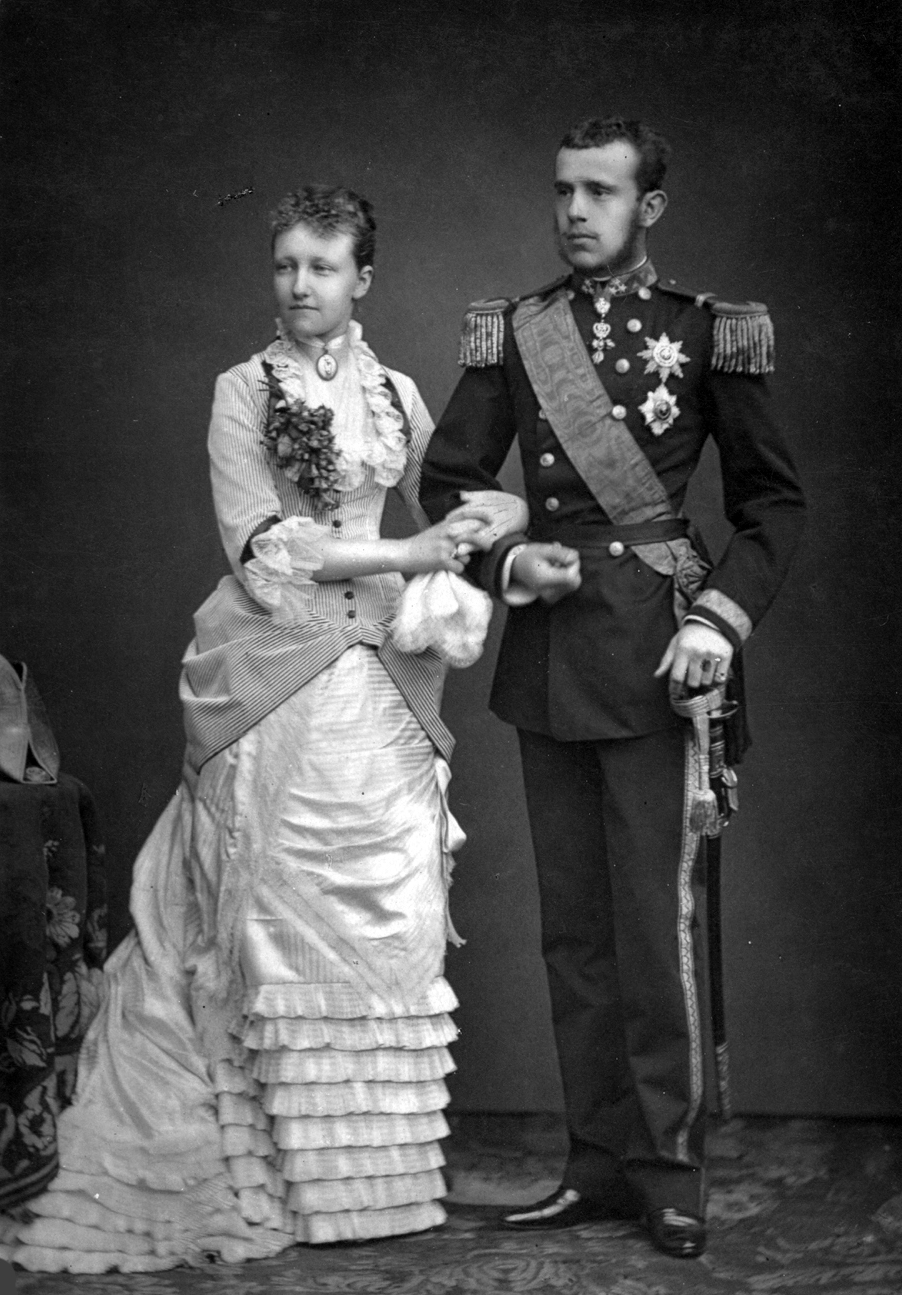
Rodolfo e Stefania del Belgio

Per Rodolfo era ormai giunta l'età di scegliere una sposa, ma ancora una volta fu suo padre a decidere per lui quale fosse la migliore donna per salvaguardare il destino della sua casata e del suo trono.
Il 10 maggio 1881, Rodolfo sposò la principessa Stefania del Belgio, figlia del re dei belgi Leopoldo II e di Maria Enrichetta d'Asburgo-Lorena, il che la rendeva imparentata con la dinastia regnante in Austria. La cerimonia venne celebrata nell'antica Chiesa degli Agostiniani di Vienna, con la pompa e lo splendore di un matrimonio di Stato.
Rodolfo sembrava inizialmente sinceramente innamorato, nonostante la madre giudicasse la nuora una "sciocca impacciata". Stefania, dal canto suo, era stata educata e preparata a questo matrimonio con l'idea della moglie di un monarca del XIX secolo, ovvero con la funzione di "produrre eredi" per garantire la continuazione al trono e per questo più che amore si può dire avesse una sorta di riverente devozione nei confronti di Rodolfo.
Francesco Giuseppe l'aveva scelta per via del suo carattere sottomesso, per la provenienza da una famiglia reale d'Europa e per la sua profonda religiosità cattolica, il che avrebbe contribuito a rinsaldare il tradizionale legame tra il trono imperiale e lo Stato della Chiesa.
Il rapporto, in seguito, degenerò progressivamente e all'epoca della nascita della loro unica figlia, l'arciduchessa Elisabetta, il 2 settembre 1883, il matrimonio era già in crisi e Rodolfo si rifugiava nell'alcol. Questa crisi di matrimonio era dovuta anche al fatto che ora le idee di Rodolfo venivano contrastate persino da sua moglie: quest’ultima, infatti, si chiedeva quale destino avrebbe avuto l'impero sotto il suo comando.

### Travagliate relazioni sentimentali e suicidio
Malgrado il matrimonio, Rodolfo continuava a condurre una vita libertina alla ricerca di nuovi piaceri e stimoli in ambienti completamente diversi da quelli della corte e della propria famiglia, tantopiù che il matrimonio con Stefania era stato più un'unione di facciata. Fu un assiduo frequentatore di case di tolleranza d'alto bordo dove conobbe anche Mizzi Kaspar (28 settembre 1864, Graz - 29 gennaio 1907, Vienna) che fu per molto tempo la sua amante. Rodolfo aveva fatto di Mizzi anche la sua confidente e più volte, preso dalla continua depressione che lo accompagnava nella vita, mista all'uso di oppiacei e alle continue umiliazioni a cui era sottoposto dal padre, cercò di uccidersi, ma Mizzi riuscì sempre a fermarlo per tempo e anzi cercò di informare la polizia dei suoi piani di suicidio, senza mai però ricevere un'adeguata attenzione perché le sue parole venivano bollate come "chiacchiere di una prostituta", ignorando così i seri pericoli che l'arciduca correva ogni giorno.
Nel breve lasso di tempo dell'inizio delle sue relazioni extraconiugali, Rodolfo contrasse la gonorrea, un'infezione sessualmente trasmessa che lo rese in breve tempo sterile e sicuro di non poter più avere figli e quindi nemmeno di poter assicurare un erede al trono. Inoltre la situazione peggiorò ulteriormente quando il principe ereditario trasmise la sua malattia alla moglie Stefania del Belgio, rendendola nel contempo sterile e rompendo definitivamente il loro già travagliato matrimonio.

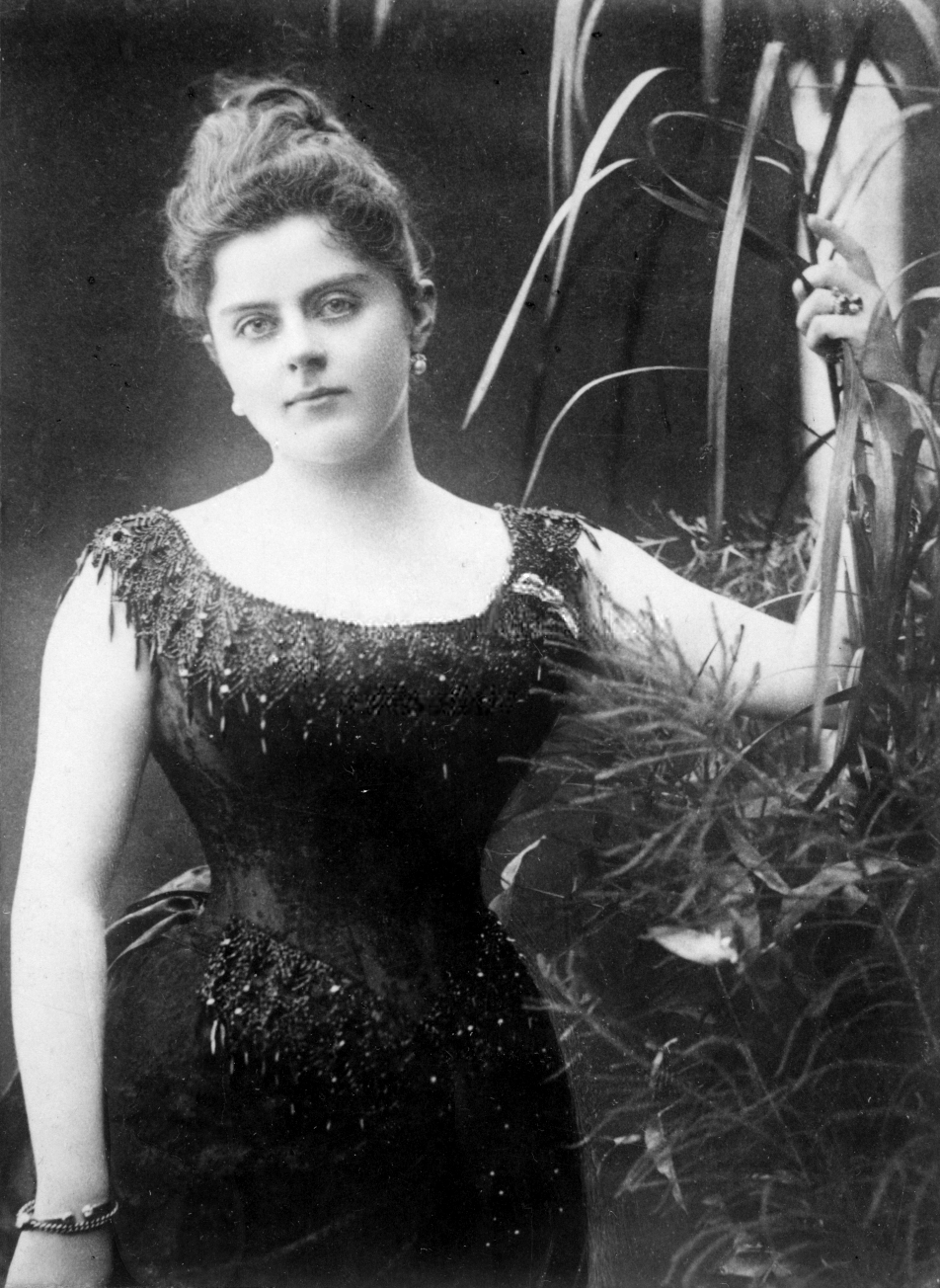
La baronessa Maria Vetsera

Per allontanarsi dalle inquietudini della vita di corte e per dedicarsi alle ultime passioni che gli rimanevano, nel 1887, Rodolfo aveva acquistato un edificio di campagna a Mayerling e lo aveva adattato a proprio casino di caccia. Malgrado la sua infelice situazione, continuava a frequentare la corte per non dare nell'occhio con le sue condizioni di salute e fu proprio nell'autunno del 1888 che, a un ballo tenutosi alla corte di Vienna, Rodolfo incontrò la diciassettenne baronessa Maria Vetsera, dopo quasi dieci anni dal loro primo incontro nel quale il giovane arciduca aveva fatto perdutamente innamorare la giovane che mai lo aveva dimenticato. Questa lo adorava e si diceva pronta a tutto per lui. Le testimonianze concordano con l'impressione che Rodolfo non condividesse tale illimitata passione, benché non gli fosse indifferente e quindi tra i due nacque un'ultima irrefrenabile passione.

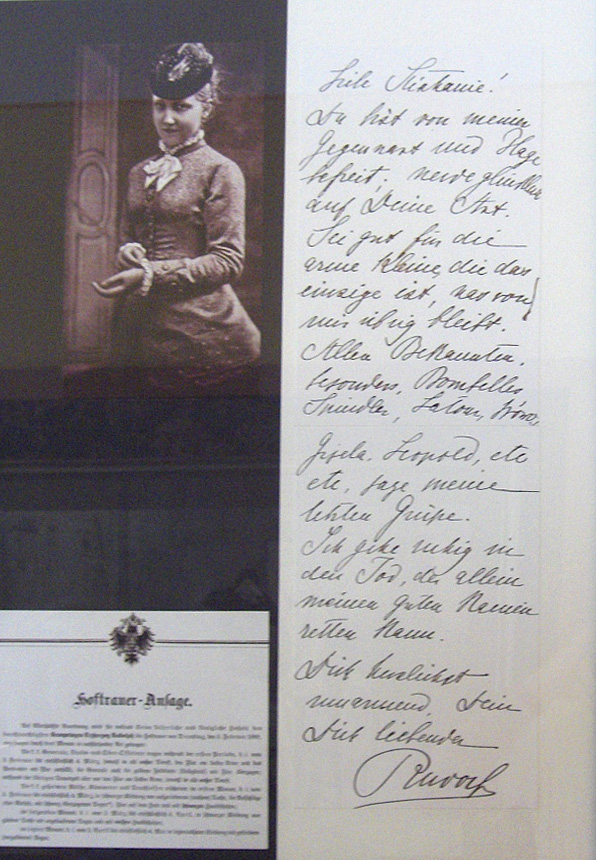
La principessa Stefania del Belgio e l'ultima lettera indirizzatale e firmata "Rodolfo"

Intenzionato a compiere il gesto estremo, il 29 gennaio 1889 Rodolfo si ritirò nella sua tenuta di Mayerling dove venne raggiunto poco dopo dalla giovane Maria che desiderava rimanere con lui per qualche tempo lontano dalla corte. Rodolfo era a ogni modo intimorito per il fatto che la Vetsera, oltre che minorenne, era già promessa sposa al principe di Braganza e si rendeva conto che questa relazione stava divenendo sempre più lesiva per questa giovane che vedeva in lui l'uomo della sua vita, mentre lui si considerava sempre più un fallito. Per questo motivo diede disposizioni perché la baronessa Vetsera venisse riportata a Vienna il giorno successivo alla loro ricongiunzione, ma ella si ostinò a rimanere, volendo restare vicino all'amato.
Rodolfo, ormai sconvolto all'estremo nell'animo e nel corpo, convinse l'amante che era ormai giunto per lui il momento di togliersi la vita. Innamorata fino all'ultimo, la Vetsera volle condividere col principe ereditario il medesimo travagliato destino e così avvenne: Rodolfo uccise con un colpo di pistola Maria, per poi puntare l'arma contro di sé e uccidersi con un colpo alla tempia, non prima di aver ricomposto il corpo dell'amante sul letto, con le mani giunte.
All'indomani del suicidio, la versione ufficiosa attribuì la tragica decisione alla richiesta, avanzata da Francesco Giuseppe al figlio, di troncare la relazione, anche se i giornali fecero trapelare la notizia dapprima dell'improvvisa morte a causa di un attacco cardiaco, nonostante le voci del suicidio continuassero a circolare. L'imperatore non poté nascondere a lungo la verità, giungendo quindi a dichiarare che il figlio si era tolto la vita, omettendo però sempre il particolare della presenza dell'amante che sarebbe stato reputato sconveniente per l'epoca.
In ogni caso, al fine di permetterne il seppellimento all'interno del mausoleo degli Asburgo (la Cripta dei Cappuccini) Rodolfo venne dichiarato nell'atto di morte ufficiale come "in stato di disordine mentale", formula che venne accettata dal cardinale segretario di Stato Mariano Rampolla del Tindaro per consentire le celebrazioni religiose per il funerale dell'arciduca. Ai suicidi infatti, secondo le normative della chiesa cattolica, non era consentito di essere sepolti coi dovuti conforti religiosi: questo divieto era ritenuto inaccettabile dal cattolicissimo Francesco Giuseppe che mantenne un lungo carteggio con papa Leone XIII sull'accaduto.
Il cadavere della Vetsera, invece, venne traslato nel cuore della notte e segretamente sepolto nel cimitero dell'Abbazia di Heiligenkreuz, senza conforti religiosi e lontano dalla famiglia.
Francesco Giuseppe trasformò Mayerling in un convento penitenziale delle suore carmelitane per riparare al gesto da lui ritenuto "scellerato" compiuto dal figlio: la camera da letto protagonista del tragico evento venne completamente demolita e al suo posto venne eretta una cappella espiatoria, mentre vennero salvati parte degli arredi tra cui il letto della tragedia che ancora oggi è conservato al Museo dell'Arredamento di Vienna.

### Conseguenze del suicidio

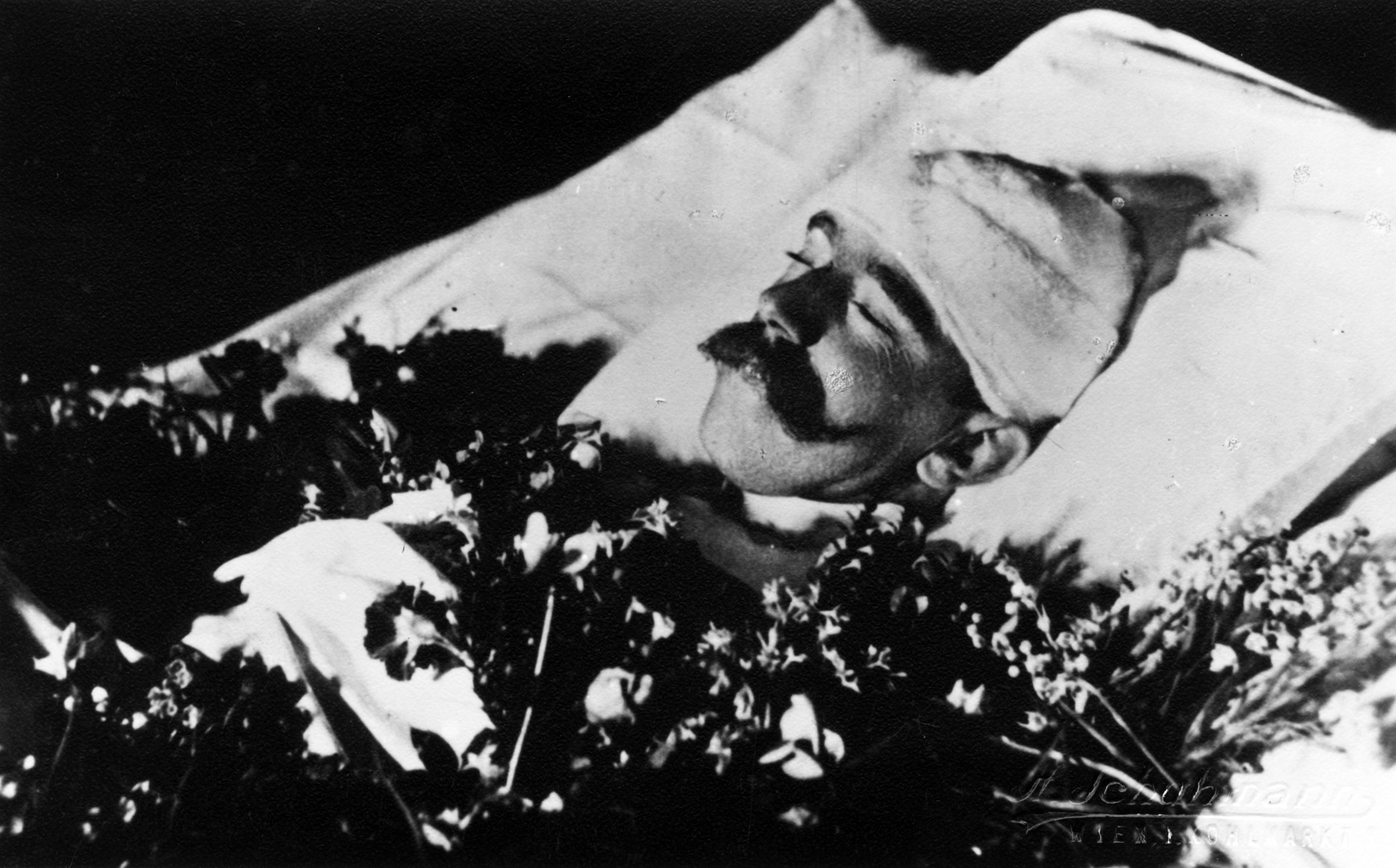
Rodolfo dopo il suicidio. La fascia sulla testa venne utilizzata per coprire le ferite del colpo alla tempia che lo portò alla morte.

Morto Rodolfo, la carica di erede al trono venne trasmessa al fratello di Francesco Giuseppe, l'arciduca Carlo Ludovico. Dopo la sua morte, il 19 maggio 1896, l'onore passò al di lui figlio maggiore, l'arciduca Francesco Ferdinando: anche lui però morì prematuramente, assassinato durante una sua visita a Sarajevo il 28 giugno 1914. Il titolo venne quindi trasmesso al figlio del di lui fratello, Carlo: sarà proprio quest'ultimo a succedere al vecchio Francesco Giuseppe dopo la sua morte, avvenuta il 21 novembre 1916.
La morte dell'erede al trono provocò tra l'altro anche la crisi definitiva del matrimonio fra Francesco Giuseppe ed Elisabetta di Baviera, circostanza che apparve evidente a tutti gli osservatori contemporanei.
Forse, se Rodolfo fosse sopravvissuto, Francesco Giuseppe avrebbe abdicato in favore di suo figlio (come già aveva fatto in precedenza lo zio di Francesco Giuseppe, cioè Ferdinando I). Atto di abdicazione che Francesco Giuseppe rifiutò sempre di fare, invece, a favore dell'assai poco amato nipote Francesco Ferdinando. La grande collezione di minerali di Rodolfo venne depositata presso la facoltà di agricoltura dell'Università di Vienna.

## Nella cultura popolare
- La tragedia di Mayerling (1910), è un romanzo inedito incentrato sulla morte del principe e della sua amante scritto da Benito Mussolini quando il futuro dittatore era ancora socialista. Il romanzo sarebbe dovuto essere il primo di una quadrilogia antiasburgica su altrettanti episodi scabrosi della storia moderna austriaca trattati in maniera sensazionalistica riguardanti importanti personalità del paese (degli altri romanzi progettati si conosce solo il titolo: Il fucilato di Queretaro, L’Imperatrice Elisabetta e Franz Joseph intimo)[4].
- Mayerling (1936), è una drammatizzazione in bianco e nero basato sul romanzo di Claude Anet. Diretto da Anatole Litvak e con protagonisti Charles Boyer nel ruolo del principe ereditario Rodolfo e Danielle Darrieux in quello di Maria Vetsera.
- Da Mayerling a Sarajevo (1940), diretto da Max Ophüls. Il film si apre con la morte di Rodolfo.
- Il musical Marinka (1945), dal libro di George Marion, Jr., e Karl Farkas, parole di George Marion, Jr., e musica di Emmerich Kálmán
- Mayerling (1968), con Omar Sharif nel ruolo del principe ereditario Rodolfo e Catherine Deneuve in quello di Maria.
- "Utakata no Koi"/"Ephemeral Love" del giapponese Takarazuka Revue (che si basa su Mayerling) ruota intorno a Rodolfo e Maria Vetsera.
- Requiem per un Principe Ereditario, quarto episodio del documentario/serie drammatica britannica La caduta delle aquile (1974), sul crollo delle dinastie dei Romanov, degli Asburgo e degli Hohenzollern. Diretto da James Furman e scritto da David Turner, l'episodio da 60 minuti traccia in dettaglio gli eventi di mercoledì 30 gennaio 1889, a Mayerling nonché quelli dei giorni successivi - La scoperta dei cadaveri, le prime notizie alla famiglia di Rodolfo, i disperati tentativi di nascondere cosa è realmente accaduto - persino all'Imperatore e l'Imperatrice - e l'occultamento del corpo di Maria Vetsera allontanato da Mayerling prima che lo scandalo potesse scoppiare.
- Il film di Miklós Jancsó del 1975 Vizi privati, pubbliche virtù è una reinterpretazione audace dell'incidente di Mayerling, in cui gli amanti e i loro amici vengono uccisi dalle autorità imperiali per aver complottato di detronizzare l'Imperatore e per la grossolana immoralità mentre Maria Vetsera viene dipinta come ermafrodito, che non ha alcun riscontro nella storia. Il film fu denunciato da alcuni critici come gratuitamente scabroso, ma al regista interessava mostrare come il decadimento e l'ipocrisia dell'impero si riflettessero nel comportamento disperatamente aberrante del principe.
- Mayerling, balletto di Kenneth MacMillan del 1978.
- Rodolfo compare anche come personaggio del musical Elisabeth (1992) e in Lillie, una commedia drammatica della Grenada TV sulla vita della bellezza vittoriana, Lillie Langtry.
- il manga giapponese Higuri You intitolato Tenshi no hitsugi (L'angelo nella bara) (2000). Basandosi sulla sua vita e la sua amante Maria Vetsera.
- In The Illusionist (2006), un personaggio centrale della vicenda è il "Principe Ereditario Leopold", figlio dell'imperatore Francesco Giuseppe d'Austria. Nel film, "Leopold" si suicida dopo un fallito complotto per rovesciare il padre e (apparentemente) uccidendo la sua fidanzata. Tuttavia, il principe Leopoldo è ritratto come un autocratico assolutista, che spesso si lamenta dei "bastardi".
- Il film TV Il destino di un principe diretto da Robert Dornhelm (2006) con la consulenza storica di Brigitte Hamann. Qui, la storia d'amore e il conflitto tra padre e figlio sono incorporati nella situazione politica generale del tempo in Europa centrale.
- il nuovo musical di Frank Wildhorn Rudolf ruota attorno al principe ereditario Rodolfo. In anteprima al Teatro dell'Operetta di Budapest nel 2006 e in palinsesto per tre anni. La produzione di Vienna aprì il 26 febbraio 2009 al Teatro Raimund.
- La commedia Rudolf (2011) di David Logan drammatizza le ultime settimane di vita del principe ereditario Rodolfo e delinea il suo rapporto con i suoi genitori, l'imperatore Francesco Giuseppe e l'imperatrice Elisabetta nonché con sua moglie la principessa ereditaria Stefania, i suoi cugini Maria Larisch e l'arciduca Giovanni Salvatore e i suoi due amori, Maria Vetsera e Mizzi Caspar.
- Rai 1 - Speciale Superquark - Quella notte a Mayerling - La tragedia degli Asburgo (2012).
- Freud (2020) - Netflix.

## Ascendenza
|                                  |                        |                                      | Genitori                                   |  |  | Nonni |  |  | Bisnonni              |  |  | Trisnonni             |  |
|                                  |                        |                                      |                                            |  |  |       |  |  | Francesco I d'Austria |  |  | Leopoldo II d'Austria |  |
|                                  |                        |                                      |                                            |  |  |       |  |  | Francesco I d'Austria |  |  | Leopoldo II d'Austria |  |
|                                  |                        | Maria Luisa di Spagna                |                                            |  |  |       |  |  | Francesco I d'Austria |  |  |                       |  |
| Francesco Carlo d'Asburgo-Lorena |                        |                                      |                                            |  |  |       |  |  | Francesco I d'Austria |  |  |                       |  |
|                                  |                        | Maria Teresa di Napoli e Sicilia     | Ferdinando IV di Napoli e III di Sicilia   |  |  |       |  |  |                       |  |  |                       |  |
|                                  |                        | Maria Teresa di Napoli e Sicilia     | Ferdinando IV di Napoli e III di Sicilia   |  |  |       |  |  |                       |  |  |                       |  |
|                                  |                        | Maria Teresa di Napoli e Sicilia     | Maria Carolina d'Austria                   |  |  |       |  |  |                       |  |  |                       |  |
| Francesco Giuseppe I d'Austria   |                        | Maria Teresa di Napoli e Sicilia     |                                            |  |  |       |  |  |                       |  |  |                       |  |
|                                  |                        | Massimiliano I Giuseppe di Baviera   | Federico Michele di Zweibrücken-Birkenfeld |  |  |       |  |  |                       |  |  |                       |  |
|                                  |                        | Massimiliano I Giuseppe di Baviera   | Federico Michele di Zweibrücken-Birkenfeld |  |  |       |  |  |                       |  |  |                       |  |
|                                  |                        | Massimiliano I Giuseppe di Baviera   | Maria Francesca del Palatinato-Sulzbach    |  |  |       |  |  |                       |  |  |                       |  |
| Sofia di Baviera                 |                        | Massimiliano I Giuseppe di Baviera   |                                            |  |  |       |  |  |                       |  |  |                       |  |
|                                  |                        | Carolina di Baden                    | Carlo Luigi di Baden                       |  |  |       |  |  |                       |  |  |                       |  |
|                                  |                        | Carolina di Baden                    | Carlo Luigi di Baden                       |  |  |       |  |  |                       |  |  |                       |  |
|                                  |                        | Carolina di Baden                    | Amalia d'Assia-Darmstadt                   |  |  |       |  |  |                       |  |  |                       |  |
| Rodolfo d'Asburgo-Lorena         |                        | Carolina di Baden                    |                                            |  |  |       |  |  |                       |  |  |                       |  |
|                                  | Pio Augusto in Baviera | Guglielmo in Baviera                 |                                            |  |  |       |  |  |                       |  |  |                       |  |
|                                  | Pio Augusto in Baviera | Guglielmo in Baviera                 |                                            |  |  |       |  |  |                       |  |  |                       |  |
|                                  | Pio Augusto in Baviera | Maria Anna di Zweibrücken-Birkenfeld |                                            |  |  |       |  |  |                       |  |  |                       |  |
| Massimiliano Giuseppe in Baviera | Pio Augusto in Baviera |                                      |                                            |  |  |       |  |  |                       |  |  |                       |  |
|                                  |                        | Amalia Luisa di Arenberg             | Luigi Maria di Arenberg                    |  |  |       |  |  |                       |  |  |                       |  |
|                                  |                        | Amalia Luisa di Arenberg             | Luigi Maria di Arenberg                    |  |  |       |  |  |                       |  |  |                       |  |
|                                  |                        | Amalia Luisa di Arenberg             | Marie Adélaïde de Mailly-Nesle             |  |  |       |  |  |                       |  |  |                       |  |
| Elisabetta di Baviera            |                        | Amalia Luisa di Arenberg             |                                            |  |  |       |  |  |                       |  |  |                       |  |
|                                  |                        | Massimiliano I Giuseppe di Baviera   | Federico Michele di Zweibrücken-Birkenfeld |  |  |       |  |  |                       |  |  |                       |  |
|                                  |                        | Massimiliano I Giuseppe di Baviera   | Federico Michele di Zweibrücken-Birkenfeld |  |  |       |  |  |                       |  |  |                       |  |
|                                  |                        | Massimiliano I Giuseppe di Baviera   | Maria Francesca del Palatinato-Sulzbach    |  |  |       |  |  |                       |  |  |                       |  |
| Ludovica di Baviera              |                        | Massimiliano I Giuseppe di Baviera   |                                            |  |  |       |  |  |                       |  |  |                       |  |
|                                  |                        | Carolina di Baden                    | Carlo Luigi di Baden                       |  |  |       |  |  |                       |  |  |                       |  |
|                                  |                        | Carolina di Baden                    | Carlo Luigi di Baden                       |  |  |       |  |  |                       |  |  |                       |  |
|                                  |                        | Carolina di Baden                    | Amalia d'Assia-Darmstadt                   |  |  |       |  |  |                       |  |  |                       |  |
|                                  |                        | Carolina di Baden                    |                                            |  |  |       |  |  |                       |  |  |                       |  |